# Vœlfling-lès-Bouzonville
Vœlfling-lès-Bouzonville (fràncic lorenès Welfling) és un municipi francès situat al departament del Mosel·la i a la regió del Gran Est. L'any 2007 tenia 196 habitants.

## Demografia

### Població
El 2007 la població de fet de Vœlfling-lès-Bouzonville era de 196 persones. Hi havia 73 famílies, de les quals 21 eren unipersonals (4 homes vivint sols i 17 dones vivint soles), 30 parelles sense fills i 22 parelles amb fills.
La població ha evolucionat segons el següent gràfic:
Habitants censats

### Habitatges
El 2007 hi havia 89 habitatges, 87 eren l'habitatge principal de la família i 2 estaven desocupats. 85 eren cases i 4 eren apartaments. Dels 87 habitatges principals, 82 estaven ocupats pels seus propietaris, 3 estaven llogats i ocupats pels llogaters i 2 estaven cedits a títol gratuït; 8 tenien tres cambres, 11 en tenien quatre i 69 en tenien cinc o més. 75 habitatges disposaven pel capbaix d'una plaça de pàrquing. A 36 habitatges hi havia un automòbil i a 42 n'hi havia dos o més.

### Piràmide de població
La piràmide de població per edats i sexe el 2009 era:
| Homes | Edats   | Dones |
| ----- | ------- | ----- |
| 0     | 95 o +  | 1     |
| 0     | 90 a 94 | 1     |
| 3     | 85 a 89 | 1     |
| 1     | 80 a 84 | 1     |
| 3     | 75 a 79 | 4     |
| 4     | 70 a 74 | 8     |
| 7     | 65 a 69 | 0     |
| 4     | 60 a 64 | 3     |
| 3     | 55 a 59 | 5     |
| 3     | 50 a 54 | 2     |
| 13    | 45 a 49 | 10    |
| 8     | 40 a 44 | 14    |
| 9     | 35 a 39 | 9     |
| 9     | 30 a 34 | 3     |
| 3     | 25 a 29 | 5     |
| 8     | 20 a 24 | 1     |
| 11    | 15 a 19 | 13    |
| 7     | 10 a 14 | 5     |
| 6     | 5 a 9   | 3     |
| 4     | 0 a 4   | 2     |

## Economia
El 2007 la població en edat de treballar era de 143 persones, 105 eren actives i 38 eren inactives. De les 105 persones actives 98 estaven ocupades (56 homes i 42 dones) i 7 estaven aturades (2 homes i 5 dones). De les 38 persones inactives 16 estaven jubilades, 10 estaven estudiant i 12 estaven classificades com a «altres inactius».

### Ingressos
El 2009 a Vœlfling-lès-Bouzonville hi havia 77 unitats fiscals que integraven 183 persones, la mediana anual d'ingressos fiscals per persona era de 22.780 €.

### Activitats econòmiques
L'únic establiment que hi havia el 2007 era d'una empresa de construcció.
L'únic servei als particulars que hi havia el 2009 era un guixaire pintor.
L'any 2000 a Vœlfling-lès-Bouzonville hi havia 5 explotacions agrícoles.

## Equipaments sanitaris i escolars
El 2009 hi havia una escola elemental integrada dins d'un grup escolar amb les comunes properes formant una escola dispersa.

## Poblacions més properes
El següent diagrama mostra les poblacions més properes.